# Edward Galbraith Woods
Edward Galbraith Woods, britanski general, * 1906, † 1951.